# Józef Kajfasz

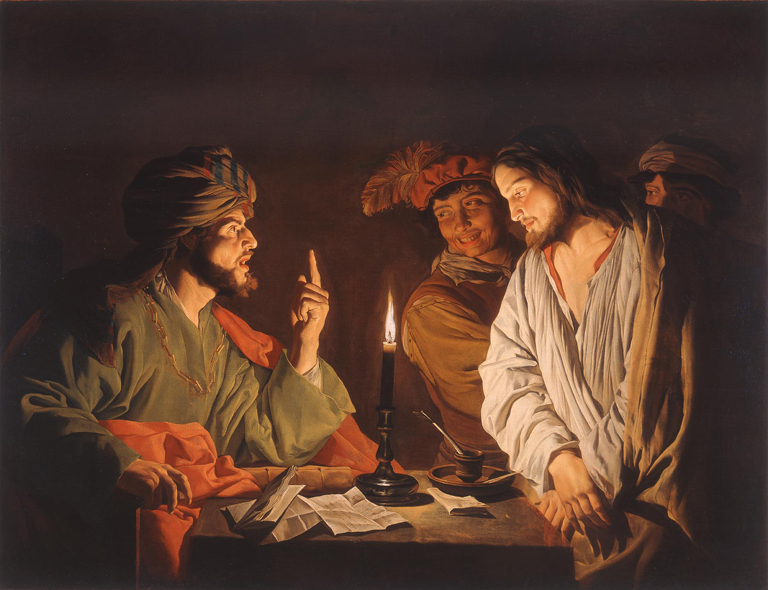
Matthias Stomer, Chrystus przed Kajfaszem

Józef Kajfasz (żył w I w.) – arcykapłan żydowski w latach 18–36. Jako przewodniczący Sanhedrynu prowadził proces przeciwko Jezusowi z Nazaretu.
Pochodził z rodu Kajafów. Był zięciem Annasza syna Setiego. W 18. roku został mianowany arcykapłanem przez prefekta Judei Waleriusza Gratusa. Zastąpił na tym urzędzie Szymona syna Kamitosa. W 36 roku został odwołany przez Lucjusza Witeliusza. Witeliusz w miejsce Kajfasza mianował arcykapłanem jego szwagra – Jonatana, syna Annasza syna Setiego.
Według Ewangelii św. Jana to on jako pierwszy wyraźnie zaproponował, by zabić Jezusa. Stało się to po wskrzeszeniu Łazarza, gdy wielu ludzi uwierzyło w Jezusa.

Wielu więc spośród Żydów przybyłych do Marii ujrzawszy to, czego Jezus dokonał, uwierzyło w Niego. Niektórzy z nich udali się do faryzeuszów i donieśli im, co Jezus uczynił. Wobec tego arcykapłani i faryzeusze zwołali Wysoką Radę i rzekli: «Cóż my robimy wobec tego, że ten człowiek czyni wiele znaków? Jeżeli Go tak pozostawimy, to wszyscy uwierzą w Niego, i przyjdą Rzymianie, i zniszczą nasze miejsce święte i nasz naród». Wówczas jeden z nich, Kajfasz, który w owym roku był najwyższym kapłanem, rzekł do nich: «Wy nic nie rozumiecie i nie bierzecie tego pod uwagę, że lepiej jest dla was, gdy jeden człowiek umrze za lud, niż miałby zginąć cały naród». Tego jednak nie powiedział sam od siebie, ale jako najwyższy kapłan w owym roku wypowiedział proroctwo, że Jezus miał umrzeć za naród, a nie tylko za naród, ale także, by rozproszone dzieci Boże zgromadzić w jedno. Tego więc dnia postanowili Go zabić. J 11,45-53

Prowadził proces przeciwko apostołom Piotrowi i Janowi; Dzieje Apostolskie przy tej okazji wymieniają obok Kajfasza także jego teścia, Annasza, Jana (identyfikuje się go z Jonatanem synem Annasza) i Aleksandra. Raz tylko pojawia się w literaturze rabinicznej – zostaje wspomniany jako ojciec (w rzeczywistości dziadek) arcykapłana Elionaiosa.
Pałac Kajfasza w Jerozolimie tradycja chrześcijańska umiejscawia na wschodnim zboczu góry Syjon, gdzie dziś wznosi się kościół św. Piotra in Gallicantu.

## Józef Kajfasz w filmie
Józef Kajfasz występuje w wielu filmach traktujących o życiu Jezusa. Do najbardziej znanych aktorów, którzy grali postać żydowskiego arcykapłana, należą m.in. Martin Landau (Opowieść wszech czasów), Anthony Quinn (Jezus z Nazaretu), Mattia Sbragia (Pasja) i Richard Fancy (The Chosen).